# گونه دیده‌بان

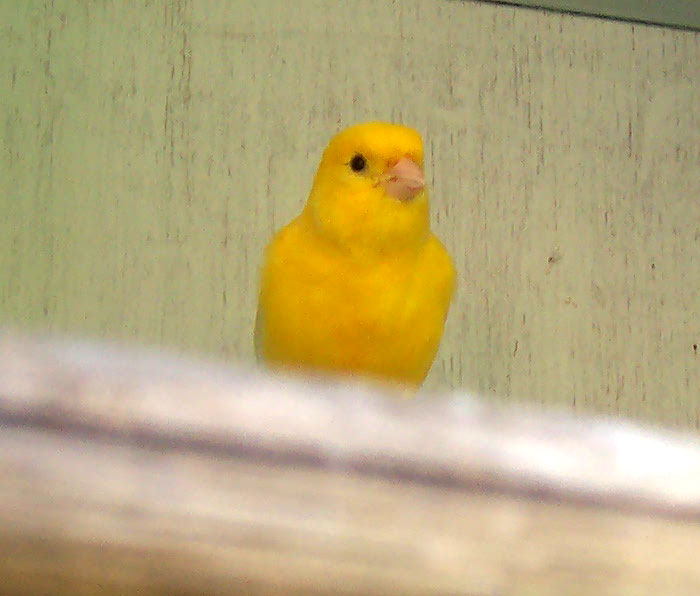
یک قناری خانگی، از نوعی که در طول تاریخ برای تشخیص گاز در معادن زغال سنگ به کار می‌رود

گونه دیده‌بان  (به انگلیسی: Sentinel species)، ارگانیسم‌هایی اغلب جانوری هستند که برای تشخیص خطرها برای انسان با ارائه هشدارهای اولیه در مورد یک خطر استفاده می‌شوند. این اصطلاحات عمدتاً در زمینه مخاطرات زیست‌محیطی به جای مواردی که از منابع دیگر ناشی می‌شوند، اعمال می‌شود. برخی از جانوران می‌توانند به عنوان دیده‌بان عمل کنند زیرا ممکن است نسبت به انسان‌های موجود در یک محیط حساس‌تر یا بیشتر در معرض خطر خاصی قرار بگیرند. مردم مدت‌هاست که جانوران را برای نشانه‌هایی از خطرات قریب‌الوقوع یا شواهدی از تهدیدهای محیطی مشاهده می‌کنند. از گیاهان و سایر موجودات زنده نیز برای این هدف‌ها استفاده شده‌است.